# Cordonbleu à joues rouges
Pour les articles homonymes, voir Cordon bleu (homonymie).
Uraeginthus bengalus
Espèce
Statut de conservation UICN

 LC  : Préoccupation mineure
Le Cordonbleu à joues rouges (Uraeginthus bengalus) est une espèce de passereaux appartenant à la famille des Estrildidae.

## Description

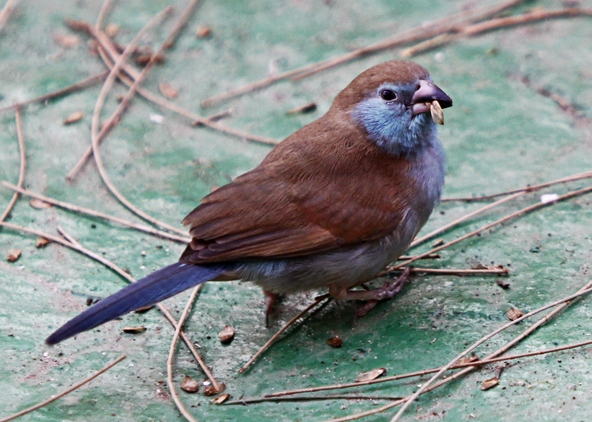
femelle

Il mesure 11,5 à 12 cm de longueur. Le mâle adulte a le dessus uniformément brun, les joues, la gorge, la poitrine, les flancs et les sous-caudales de couleur bleu pâle, les flancs, la queue bleu plus sombre et le ventre blanc cassé de brun à jaune. Il a une tache rouge sur chaque joue. Il a un cri tsee-tsee qui est un son familier en Afrique. Son chant est un wit-sit-diddley-diddley-ee-ee.
La femelle est semblable au mâle mais plus terne et n'a pas les taches sur les joues. Les immatures sont comme les femelles, mais avec du bleu restreint au visage et à la gorge.
Les yeux sont marron, le bec rougeâtre à extrémité noire et les pattes brun jaunâtre.

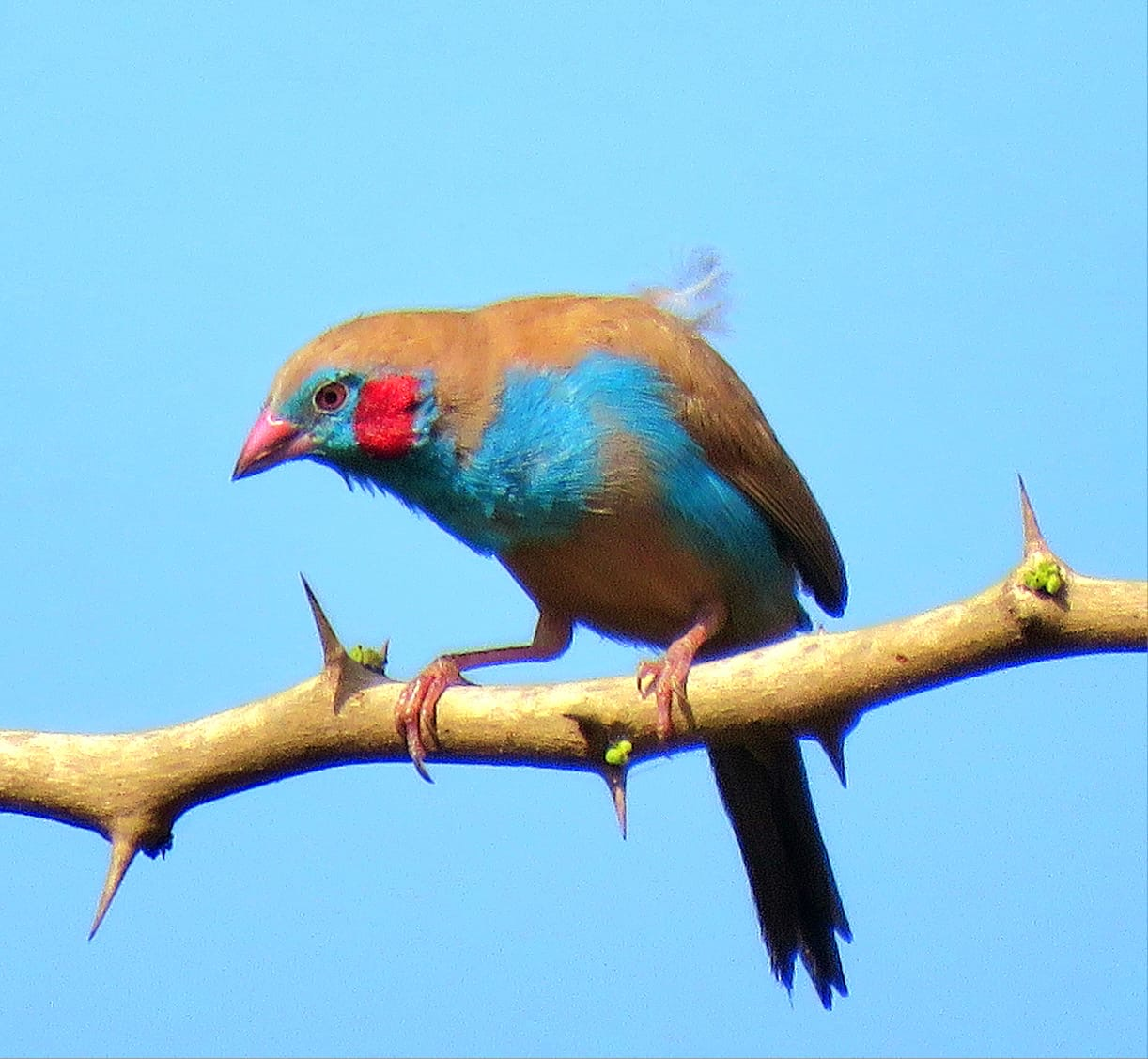
Cordonbleu à joues rouges au Sénégal

## Répartition et habitat
Cet oiseau vit en Afrique sub-saharienne du Sénégal à l'Éthiopie, au Katanga et à la Zambie. Il a été introduit aux îles Hawaï.
Il fréquente les prairies sèches, les zones cultivées, les savanes et les abords des habitations humaines.

## Comportement
C'est un oiseau grégaire.

## Alimentation
Cette espèce se nourrit principalement de petites graines.

## Nidification
Le nid est un dôme en herbe avec une entrée latérale placé dans un arbre, un buisson ou un chaume dans lequel la femelle pond  4 à 5 œufs blancs.

## Sous-espèces
D'après Alan P. Peterson, il en existe 5 sous-espèces :
- Uraeginthus bengalus bengalus (Linnaeus) 1766 ;
- Uraeginthus bengalus brunneigularis Mearns 1911 ;
- Uraeginthus bengalus katangae Vincent 1934 ;
- Uraeginthus bengalus littoralis Someren 1922 ;
- Uraeginthus bengalus ugogensis Reichenow 1911.